# Sofoklis Schortsanitis
Sofoklis Schortsanitis (griechisch Σοφοκλής Σχορτσιανίτης Schortsianitis, * 22. Juni 1985 in Tiko, Kamerun) ist ein ehemaliger griechischer Basketballnationalspieler, Sohn eines griechischen Vaters und einer kamerunischen Mutter.

## Karriere
Der 208 Zentimeter große Center wurde in der Nachwuchsmannschaft von Iraklis Thessaloniki zum Basketballer ausgebildet, 2000 gab er seinen Einstand in Iraklis' Erstligamannschaft.
Er war griechischer Juniorennationalspieler und zeigte im Jugendalter auf internationaler Ebene teils überragende Leistungen: Bei der U18-Europameisterschaft 2002 verbuchte er im Schnitt 19,9 Punkte sowie 8,9 Rebounds pro Begegnung, bei der Junioren-Weltmeisterschaft 2003 erreichte der Innenspieler Mittelwerte von 18,1 Punkten sowie 9,8 Rebounds je Partie. Die Los Angeles Clippers sicherten sich 2003 beim NBA-Draftverfahren an 34. Stelle die Rechte am Griechen, der jedoch nie in die nordamerikanische Liga wechselte.
Seine besten statistischen Werte in der EuroLeague verzeichnete er 2002/03 mit Iraklis (11,5 Punkte, 6,2 Rebounds/Spiel) sowie 2010/11 mit Maccabi Tel Aviv (11,8 Punkte, 4,9 Rebounds/Spiel).
2009 spielte Schortsanitis in einem Vorbereitungsspiel mit Olympiakos Piräus gegen die NBA-Mannschaft Cleveland Cavaliers. In dieser Partie kam es auf dem Spielfeld zum Aufeinandertreffen zwischen dem Griechen und Shaquille O’Neal. In Anlehnung an den riesenhaften US-Amerikaner hatte Schortsanitis den Spitznamen „Baby Shaq“ erhalten. Schortsanitis erzielte vier und O’Neal zwölf Punkte.
2014 gewann er mit Tel Aviv zum einzigen Mal in seiner Laufbahn den wichtigsten europäischen Vereinswettbewerb, im Endspiel gegen Real Madrid erzielte Schortsanitis neun Punkte in zehn Minuten Einsatzzeit.
Schortsanitis unterstützte seinen Landsmann Giannis Antetokounmpo und dessen Familie. Als Antetokounmpo 15 Jahre alt war, trainierte er im Sommer gemeinsam mit dem Jugendlichen und half dessen Vater bei der Suche nach einer Arbeitsstelle. Im Dezember 2020 gab Schortsanitis das Ende seiner Leistungssportlaufbahn bekannt.

### Nationalmannschaft
Mit der griechischen Nationalmannschaft wurde er 2006 Vize-Weltmeister. Seine Leistung im Halbfinale des Turniers im Spiel gegen die Vereinigten Staaten machte ihn bekannt: Der 156 Kilogramm schwere Schortsanitis erzielte gegen die US-Amerikaner mit Größen wie LeBron James, Dwyane Wade, Carmelo Anthony und Dwight Howard in 17 Einsatzminuten 14 Punkte und zog mit Griechenland ins Endspiel ein. Dort brachte es der griechische Innenspieler auf lediglich zwei Punkte. Eine ebenfalls denkwürdige Leistung lieferte Schortsanitis bei der Europameisterschaft 2009 im Spiel um den dritten Platz ab, als er zum 57:56-Sieg seiner Mannschaft gegen Slowenien als bester Korbschütze 23 Punkte beitrug. Bei der WM 2010 war er mit 12 Punkten je Begegnung zweitbester Korbjäger der Griechen, verpasste aber die ersten beiden WM-Spiele wegen einer Sperre, nachdem er in seinem Vorbereitungsspiel gegen Serbien in Handgreiflichkeiten verwickelt gewesen war.

## Erfolge
- EuroLeague-Sieger als Triple Crown: 2014
- Israelischer Meister: 2011, 2012, 2014
- Griechischer Meister: 2013
- Griechischer Pokalsieger: 2010, 2013
- Israelischer Pokalsieger:  2011, 2012, 2014, 2015
- Israelischer League Cup: 2013
- Adriatic League: 2012
- Stanković Cup: 2006
- Silbermedaille bei der Weltmeisterschaft 2006
- Bronzemedaille bei der Europameisterschaft 2009
- Bronzemedaille bei der U18-Europameisterschaft 2002
- Bronzemedaille bei der U18-Weltmeisterschaft 2001

## Olympia-, WM- und EM-Teilnahmen
- Europameisterschaft 2009
- Weltmeisterschaft 2006
- Weltmeisterschaft 2010
- Olympische Spiele 2008
- U18-Europameisterschaft 2002
- U18-Weltmeisterschaft 2003
- U16-Europameisterschaft 2001

## Auszeichnungen
- Teilnahmen am griechischen All Star Game: 2005, 2006, 2007, 2013, 2020
- Teilnahmen am israelischen All Star Game: 2011
- All-Euroleague First Team: 2011
- MVP des griechischen All Star Games: 2006